# كيث أندرسون (مغن مؤلف)
كيث أندرسون (بالإنجليزية: Keith Anderson)‏ هو مغن مؤلف أمريكي، ولد في 12 يناير 1968 في ميامي في الولايات المتحدة.

## وصلات خارجية
- الموقع الرسمي
- كيث أندرسون على موقع ميوزك برينز (الإنجليزية)
- كيث أندرسون على موقع أول ميوزيك (الإنجليزية)
- كيث أندرسون على موقع ديسكوغز (الإنجليزية)